# Кур (Лот и Гарона)
Кур (фр. Cours) насеље је и општина у југозападној Француској у региону Аквитанија, у департману Лот и Гарона која припада префектури Ажан.
По подацима из 2011. године у општини је живело 202 становника, а густина насељености је износила 17,67 становника/km². Општина се простире на површини од 11,43 km². Налази се на средњој надморској висини од 160 метара (максималној 227 m, а минималној 81 m).

## Демографија
| 1962. | 1968. | 1975. | 1982. | 1990. | 1999. | 2011. |
| ----- | ----- | ----- | ----- | ----- | ----- | ----- |
| 146   | 192   | 145   | 157   | 205   | 193   | 202   |

График промене броја становника у току последњих година